# 聖基道霍主教座堂 (坎培拉)

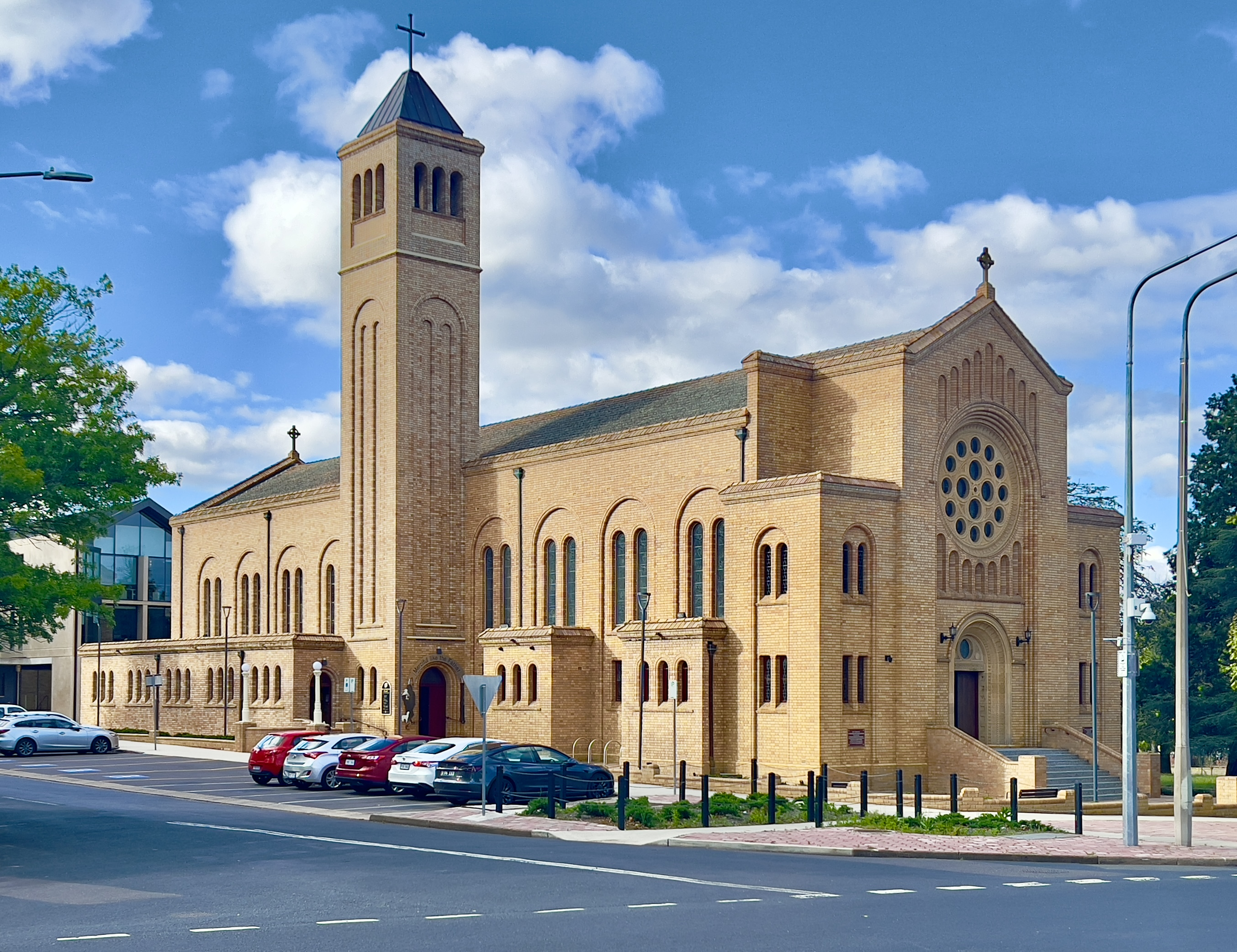
圣基道霍主教座堂

圣基道霍主教座堂（St Christopher's Cathedral）是天主教堪培拉暨古尔本总教区的主教座堂，位于澳大利亚首都堪培拉毗邻商业区的福雷斯特郊区。1928年，Patrick 海顿神父担任在麦卢卡新建的圣基道霍堂的本堂神父，负责修道院和学校的建设。圣基道霍主教座堂的第一阶段于1939年建成。天主教会曾计划在联邦大道建造主教座堂，后来计划流产。圣基道霍主教座堂在1973年最终扩展到现在的规模，当时它成为堪培拉暨古尔本总教区的副主教座堂，后来古尔本主教座堂不再是总教区的主教座堂，于是该堂成为总教区唯一的主教座堂，并于1998年列入 ACT 遗产名录。
国会议员通常在每年二月份会期到圣基道霍主教座堂或圣保罗堂进行年初祈祷。圣基道霍主教座堂还举办全国和教区仪式，因为圣基道霍主教座堂是首都所有教派中最大的教堂。

### 引用
1. ↑   (PDF). ACT Heritage Council. 1998-06-26  [2014-03-16]. （原始内容 (PDF)存档于2014-03-16）.